# Jemen na Letnich Igrzyskach Olimpijskich 2004
Jemen na Letnich Igrzyskach Olimpijskich 2004 reprezentowało 3 sportowców.

## Skład kadry

### Lekkoatletyka
Mężczyźni:
- Saeed Al Adhreai - bieg na 400 m - Runda 1: 49.39 s - 59 miejsce

### Pływanie
- Mohammed Saad
  - 50 m st. dowolnym - kwalifikacje: 29.97 s - 80 miejsce

### Taekwondo
Mężczyźni:
- Akram Abdullah - kategoria 58 kg - odpadł w Last 16